# Diego Martin-Etxebarria
Diego Martin-Etxebarria (Bilbao, 1979, criado en Amurrio, Álava) es un director de orquesta de origen vasco, español.

## Formación
Comenzó sus estudios musicales en el Conservatorio de Música de Amurrio y en el Conservatorio Superior "Jesús Guridi" de Vitoria para graduarse posteriormente en Dirección de orquesta en la Escuela Superior de Música de Cataluña (Barcelona). Ha cursado estudios de postgrado en dirección de ópera en la Hochschule "Franz Liszt" de Weimar y la Hochschule "Carl von Weber" de Dresde así como en la Academia Chigiana de Siena. Otros maestros relevantes en su formación han sido David Zinman, Gianluigi Gelmetti, Dima Slobodeniouk, Riccardo Frizza, Donato Renzetti, Jesús López Cobos, Titus Engel, Bruno Aprea o Lutz Köhler. Entre 2005 y 2006 fue director asistente en la Joven Orquesta Nacional de España.

## Actividad profesional
Actual Principal Director Residente en el Teatro de Chemnitz (Sajonia, Alemania), desempeñó el mismo cargo en los Teatros de Krefeld-Mönchengladbach (Renania del Norte-Westfalia, Alemania), fue director musical de la Euskadiko Ikasleen Orkestra del País Vasco en 2007 y 2008 y de la Akademisches Orchester Freiburg entre 2010 y 2012, ha sido invitado por la Osaka Philharmonic, la Nagoya Philharmonic, la Yomiuri Nippon Symphony Orchestra, la Osaka Symphony, la Kansai Philharmonic, la Philharmonisches Orchester Freiburg, la Robert Schumann Philharmonie, la Orquesta Nacional de Colombia, la Orquesta Nacional de España, la Orquesta Sinfónica de Bilbao, la Orquesta Sinfónica de Euskadi, la Orquesta Sinfónica de Barcelona y Nacional de Cataluña, la Orquesta Sinfónica de Galicia, la Orquesta Sinfónica de Tenerife, la Orquesta Sinfónica del Vallés, la Orquesta Ciudad de Granada, la Oviedo Filarmonía, la Orquesta de la Comunidad de Madrid, la Orquesta de la Radiotelevisión Española, la Orquesta Sinfónica de las Islas Baleares "Ciudad de Palma", la Orquesta Filarmónica de Málaga, Orquesta Filarmónica 'Ciudad de Pontevedra', la Erzgebirgische Philharmonie Aue, la Vogtland Philharmonie, el Ensemble der Sächsischen Gesellschaft für Neue Musik, la Camerata Variabile de Basilea…
En el campo de la ópera ha dirigido Die Verwandlung y Die Blinden de Paul-Heinz Dittrich en la Staatsoper Unter den Linden Berlin, La Bohème de Giacomo Puccini en el Teatro de la Ópera de Augsburgo, Tristan und Isolde de Richard Wagner, Aida de Giuseppe Verdi, Die Entführung aus dem Serail de W. A. Mozart, Hänsel und Gretel de Engelbert Humperdinck, Der Schuhu und die fliegende Prinzessin de Udo Zimmermann en el Teatro de Chemnitz, L'elisir d'amore de Donizetti en el Teatro Principal (Palma de Mallorca), Don Pasquale en el Centro Cultural de Tarrasa, Rita de Donizetti en el Volksbühne de Berlín, L'elisir d'amore de Gaetano Donizetti en los Auditorios de Vigo, Orense y Pontevedra, Die Zauberflöte de W.A. Mozart en la Kleines Haus de Dresde, Carmen de Georges Bizet en el Festival de Santa Florentina, Tempesta esvaïda de Joaquim Serra en el Teatro Fortuny, Rusalka de Antonin Dvorak, Hänsel und Gretel de Engelbert Humperdinck, Cavalleria Rusticana de Pietro Mascagni, Gianni Schicchi de Giaccomo Puccini, Die Faschingsfee de Emmerich Kálmán, Nabucco de Giuseppe Verdi, Orphée aux Enfers de Jacques Offenbach en el Teatro de Mönchengladbach, The Consul de Gian Carlo Menotti, Die Zauberflöte de W. A. Mozart y Rusalka de Antonín Dvorák en el Teatro de Krefeld, Die Zauberflöte y El Gato con Botas de Xavier Montsalvatge en el Teatro Real, Powder her face de Thomas Adès en el Teatro Arriaga, Tres Sombreros de Copa de Ricardo Llorca en el Teatro de la Zarzuela...

## Premios y méritos
- 2015 1º Premio, Premio Hideo Saito y Premio Asahi en el 17º Concurso Internacional de Dirección de Tokio Archivado el 12 de marzo de 2016 en Wayback Machine.[1][2][3][4][5][6][7][8][9][10][11][12][13][14][15][16][17][18][19][20][21][22][23][24][25]
- 2015 "La viola d'or i altres cançons" (Adep.Cat) Mejor Disco de Clásica Premios Enderrock de la Crítica[26]
- 2015 Pregonero de las Fiestas de San Prudencio y Nuestra Señora de Estíbaliz[27][28][29]
- 2008 Beca DAAD-La Caixa (Barcelona)
- 2007 Beca Wardwell de la Humboldt Stiftung (Bonn)

## Discografía
- "Der Schuhu und die fliegende Prinzessin", Rondeau, 2021
- "El lament de la terra", Sony Classical, 2020
- "Tempesta esvaïda", Ficta Edicions, 2016
- "La viola d'or i altres cançons", Discmedi, 2015
- "Intimitats", KML Recordings, 2012
- "Sinfokids 2", Orquesta Sinfónica de Euskadi, 2013